# Micromalthus debilis
Micromalthus debilis é um besouro nativo do leste dos Estados Unidos e o único representante vivo da extinta família Micromalthidae (ou seja, um " fóssil vivo "). São uma espécie invasora no Brasil, sendo nativos do leste estadunidense.

## Taxonomia
A classificação do M. debilis foi historicamente controversa e incerta. A espécie, relatada pela primeira vez por John Lawrence LeConte em 1878, foi por muito tempo considerada uma das Polyphaga, e colocada na Lymexylidae ou Telegeusidae, ou como uma família dentro da Cantharoidea. No entanto, as características das larvas, asas e genitália masculina mostram que está na subordem Archostemata, onde foi colocado desde 1999.

## Morfologia
O besouro é alongado, variando de 1,5 a 2,5 mm de comprimento, e uma cor marrom-escura a enegrecida, com pernas e antenas amarelo-acastanhadas. A cabeça é maior que o tórax, com grandes olhos salientes de ambos os lados. As larvas são brocas de madeira que se alimentam de troncos de castanheiros e carvalhos húmidos e em decomposição. Eles também foram relatados como causando danos a edifícios e postes. O ciclo de vida é incomum, pois o estágio cerambicoide da larva dá à luz via partenogénese a larvas carabóides ou, mais raramente, se desenvolve em uma fêmea adulta. Os adultos de ambos os sexos são estéreis e provavelmente são vestígios de uma época em que o ciclo de vida envolvia a reprodução sexual.

## História evolutiva
Fósseis do gênero são conhecidos a partir do âmbar dominicano envelhecido no Mioceno (adultos e larvas, que não se distinguem das espécies vivas) e âmbar mexicano (larvas), o âmbar do Eoceno Rovno superior da Ucrânia (Micromalthus priabonicus), do início do Eoceno (Ypresian) com idade Oise âmbar da França (Micromalthus eocenicus) O registo mais antigo da família é Archaeomalthus do Alto Permiano da Rússia há mais de 250 milhões de anos, que é morfologicamente semelhante em muitos aspectos a Micromalthus.

## Status
Relatos da espécie são infrequentes e não se sabe se são raras ou comuns e não reconhecidas. Um estudo recente de Bertone et al. (2016) encontraram besouros de postes telefônicos em um levantamento da fauna de artrópodes internos em 50 casas localizadas em e ao redor de Raleigh, Carolina do Norte. Uma pesquisa recente descobriu que a espécie se espalhou para todos os continentes, exceto Austrália, com achados na África do Sul, Hong Kong, Belize, Cuba, Brasil, Japão, Havaí, Itália e Áustria, a dispersão provavelmente está ligada ao comércio de madeira.